# Live at the Greek
Live at the Greek ist eine Doppel-CD mit einer Zusammenstellung von Live-Aufnahmen zweier Konzerte des ehemaligen Led-Zeppelin-Gitarristen Jimmy Page mit der Rock-Band The Black Crowes, aufgenommen im Greek Theater in Los Angeles am 18. und 19. Oktober 1999. Die beiden Konzerte bilden den Abschluss einer sechs Auftritte umfassenden kurzen gemeinsamen Tour, die vom Roseland Ballroom in New York (12., 13., 14. Oktober) über Worcester, Massachusetts (16. Oktober) nach Kalifornien geführt hat.

## Veröffentlichung
Die Aufnahmen wurden zum ersten Mal am 28. März 2000 online über das Label MusicMaker.com veröffentlicht. Seit dem 10. Juli sind sie über TVT Records auf CD im Fachhandel erhältlich. Bei der Onlineausgabe konnten die Käufer zwischen einzelnen Stücken oder den kompletten Aufnahmen wählen, die Reihenfolge der Liedzusammenstellung blieb ihnen überlassen.
Die Titelliste der CD-Version entspricht in etwa den tatsächlich gespielten Setlists.
Im Jahre 2008 wurde eine 3-fach LP vom Label SPV aufgelegt. Die Reihenfolge der Stücke entspricht der Doppel-CD.

## Titelliste

### CD 1
1. Celebration Day – 3:42
2. Custard Pie – 5:18
3. Sick Again – 4:34
4. What Is and What Should Never Be – 5:26
5. Woke Up this Morning – 4:14 a
6. Shape of Things to Come – 3:09
7. Sloppy Drunk – 6:05 b
8. Ten Years Gone – 6:30
9. In My Time of Dying – 9:34
10. Your Time Is Gonna Come – 6:02

- CD 1 enthält als digitales Bonusmaterial eine Diashow und ein aus verschiedenen Songfragmenten montiertes kurzes Video.

### CD 2
1. The Lemon Song – 8:59
2. Nobody’s Fault but Mine – 6:41
3. Heartbreaker – 5:50
4. Hey Hey what Can I Do – 3:30
5. Mellow Down Easy – 5:20 a
6. Oh Well – 4:10 a
7. Shake Your Moneymaker – 4:25 a
8. You Shook Me – 8:25 b
9. Out on the Tiles – 3:39
10. Whole Lotta Love – 5:34

### Bonustitel
Die japanische CD-Version enthält zwei Bonustitel, die bei der Fortsetzung der Tour im Sommer 2000 aufgenommen wurden:
- In The Light
- Misty Mountain Hop

## Titelliste und Setlists
Die Setlists der beiden Konzerte bestanden hauptsächlich aus Led-Zeppelin-Nummern, hinzu kamen einige Bluesrock-Covers und pro Show drei Stücke der Black Crowes: No Speak No Slave, Wiser Time (nur 18.10.), Hard to Handle (nur 19.10.) und Remedy. Diese durften aus vertragsrechtlichen Gründen nicht mit veröffentlicht werden. Der von Elmore James stammende Blues Shake Your Money Maker, nach dem die Black Crowes ihr erstes Album betitelten, gehörte seit Mitte der 1990er Jahre ebenfalls zum Repertoire der Band. Das Stück Shape of Things to Come, auch bekannt als Shapes of Things, stammt von den Yardbirds, bei denen Jimmy Page in den 1960er Jahren zunächst Bass, dann Gitarre spielte.

## Wissenswertes
- Der Vertrieb über das Internet sorgte am Veröffentlichungstag für einen Server-Absturz beim Online-Dienst MusicMaker.com. Die CD stellte einen neuen Verkaufsrekord für den Internet-Musikhandel auf.
- Der in Hannover geborene Sven Pipien, ein Jugendfreund einiger Bandmitglieder, war seit 1998 Bassist der Band. Wegen Unzuverlässigkeiten wurde er im Mai 2000 von den Black Crowes gefeuert.[3] Auf der Coverrückseite steht zwar sein Name, er ist jedoch weder im Booklet noch im Bonusmaterial abgebildet. Als Nachfolger wurde zunächst Greg Rzab engagiert. (Nach Beendigung der von 2001 bis 2005 dauernden Pause der Band ist Pipien wieder Bassist der Crowes.)
- Von Juni bis August 2000 gingen Page und die Crowes für 11 weitere Konzerte auf US-Tour, die Setlists wurden um zusätzliche Titel von Led Zeppelin und den Black Crowes erweitert und abwechslungsreicher gestaltet.
- Eine weltweite Fortsetzung der Tournee musste aufgrund von Rückenproblemen bei Jimmy Page abgesagt werden.[3]
- Im März 2001 verklagten die Black Crowes den Versicherungskonzern Lloyd’s of London, bei dem sich die Band gegen den Ausfall der Tour versichert hatte, weil dieser die vereinbarten Prämien nicht auszahlen wollte.[4]